# Carlo Lodoli
Carlo Lodoli al secolo Cristoforo Ignazio Antonio (Venezia, 28 novembre 1690 – Padova, 27 ottobre 1761) è stato un religioso e teorico dell'architettura italiano della Repubblica di Venezia.
La sua opera anticipò il concetto moderno di funzionalismo. È a volte chiamato il "Socrate" dell'architettura poiché tutti i suoi scritti sono andati perduti e le sue teorie sono note solo attraverso quanto riportato dai suoi allievi e da altri autori. 

## Biografia
Apparteneva a una famiglia di origine nobile da parte di padre e invece da parte di madre a un ambiente di ingegneri militari. Entrò nel convento dei francescani osservanti di Cattaro contro il parere della famiglia.
Fu poi padre francescano del convento veneziano di San Francesco della Vigna, dopo un giovanile soggiorno a Roma come seminarista e diversi anni di permanenza nei conventi di Forlì e Verona. La sua formazione spaziò dalla teologia alla matematica e alla cultura umanistica.
A Venezia si dedicò all'insegnamento, inizialmente della teologia.
Intorno a lui si raccolse un circolo di amici e allievi appartenenti al patriziato veneziano di idee rinnovatrici tra Angelo Querini, Filippo Farsetti, Ferigo Todero Foscari, Sebastiano Foscarini, Angelo Emo, Girolamo Ascanio Giustinian e Francesco Milizia.
Tra il 1739 e il 1751 Lodoli ebbe l'incarico di Commissario dell'Ospizio di Terra santa a Venezia e si dedicò al suo restauro (1739–43). Questo fu il suo unico lavoro pratico.
In quegli anni ebbe anche incombenze pubbliche e anche la responsabilità nel sistema di censura preventiva della Repubblica di Venezia, dimostrando apertura e liberalità; per questo nel 1741 gli fu revocato l'incarico. 
Morì a Padova dove si era recato per cure mediche. 

## Lodoli teorico dell'architettura
Ebbe vasti interessi culturali e conobbe personaggi importati per la cultura del secolo come Giovanbattista Vico. Si interessò di arte e raccolse, a scopo anche didattico, opere di pittura veneta dei secoli precedenti.
Il suo interesse maggiore fu per il rinnovamento dell'architettura in senso razionale e funzionalista, superando canoni e modelli barocchi e addirittura il sistema canonico degli ordini architettonici. Una posizione molto estrema che si collegava alle idee illuministiche ed è parallela all'opera teorica dell'abate Laugier.
Lodoli rifiutava i modelli della tradizione greco-romana e quindi anche il nascente neoclassicismo, come in genere le teorie con pretese sistematiche. Contestava anche l'idea di origine vitruviana che l'architettura dovesse imitare la natura. Per tutto questo viene considerato un precursore di teorie razionaliste novecentesche. 
Sembra che Lodoli abbia impiegato venti anni, fino al 1750, a terminare la stesura del suo trattato sull'architettura, ma non si decise a pubblicarlo e i suoi scritti non ci sono pervenuti.
Francesco Algarotti, incoraggiato dalla cerchia degli influenti personaggi che avevano seguito le lezioni del frate, cercò di rendere noto il pensiero di Lodoli nella propria opera Saggio sopra l'architettura (1757), anche se in una forma un po' attenuata, non enfatizzando il razionalismo anti-vitruviano e anti-barocco di Lodoli e andando incontro alla disapprovazione del maestro.
Anni dopo anche il nobile Andrea Memmo, sulla base di manoscritti rinvenuti, tentò di riportare le teorie di Lodoli nella sua opera Elementi d'architettura lodoliana (1786) tuttavia in modo giudicato frammentario anche dalla storiografia successiva. Nel 1887 Memmo fece pubblicare la prima edizione dell'unico libro che porti il nome di Lodoli come autore, Apologhi immaginati (1787), curato da Bernardo Memmo: una raccolta di detti e di racconti, spesso paradossali, narrati dal maestro ai suoi amici e ai suoi allievi.